# Émile Salkin
Pour les articles homonymes, voir Salkin.
Émile Salkin (né le 19 décembre 1900 à Saint-Gilles en Belgique et mort le 27 août 1977 à Cotignac en France) est un peintre belge, dessinateur, graveur et auteur de cartons de tapisseries.

## Biographie
Fils de l'artiste peintre belge Maria Lambiotte et d'un magistrat, Paul Salkin, qui œuvra longtemps au Congo belge et fut conseiller à la cour d'appel de Katanga, il vécut ses premières années à l'abbaye de Cortenbergh où il côtoya le fils d'un ami de son père, également magistrat, le peintre Paul Delvaux, avec lequel il restera ami durant toute sa vie. Il collaborera avec celui-ci à plusieurs grandes œuvres murales. Il influencera beaucoup Delvaux (et non l'inverse), et c'est notamment lui qui l'entraînera à dessiner et peindre comme lui des squelettes.
Il dessine beaucoup dès son plus jeune âge et obtient notamment à l'âge de 10 ans un prix dans un grand concours à Paris, devant des centaines d'autres dessinateurs bien plus âgés que lui.
En 1914-1918, Salkin est impressionné par la Première Guerre mondiale et il commence à réaliser des dessins à l'encre de Chine de champs de bataille sortis de son imagination et d'un réalisme très saisissant.
Il fréquente les cours de l'académie des Beaux-Arts de Saint-Gilles (Bruxelles) de 1917 à 1919.
Après avoir travaillé sous la tutelle de Ferdinand Schirren, il part à Paris en 1921 étudier auprès de C. Rossi et Bernard Naudin.
En 1923, il se marie avec Suzanne Angelroth avec qui il aura deux fils, Paul et Lucien.
En 1929, l'écrivain Olivier de Bouveignes organise une exposition de dessins noir et blanc de Salkin qui connaîtra un grand succès. Dès 1930, l'État belge commande et achète des œuvres à Salkin. En 1931, il réalise sa première exposition sur le thème des voitures. En 1933, apparaissent déjà des ébauches-projets sur le thème de la « danse macabre », peuplés de squelettes.
En 1935, Salkin est chargé, avec l'architecte Jean-Jules Eggerickx, de la décoration du pavillon de l'« électricité ménagère » pour l'exposition internationale et universelle de Bruxelles de 1935.
En 1938, ayant obtenu une première bourse de l'État belge, il voyage en Italie, où il étudie la fresque. Il visite Vérone, Mantoue, Padoue, Venise, Ravenne, Florence, Assise et Rome.
Mobilisé en 1939, il est fait prisonnier de guerre en 1940, mais est libéré assez rapidement.
Son fils aîné, Paul, âgé alors de 18 ans, rejoint la Légion Wallonie et partira au front de l'Est. Il sera peu après porté disparu, plongeant son père et sa famille dans une immense tristesse.
En fin 1940, il va avec son ami Paul Delvaux au musée d'histoire naturelle de Bruxelles, où il fait plusieurs études du squelette humain.
En 1941, il devient professeur de dessin artistique à l'École Professionnelle, Industrielle et d'Arts décoratifs d'Anderlecht, dont il deviendra ensuite directeur et où il rencontrera notamment le peintre Max Van Dyck, professeur des arts décoratifs. Il aura finalement une importante carrière comme enseignant, œuvrant également aux académies de Namur et de Tournai, ainsi qu'à La Cambre (ENSAV).
Il étudie l'architecture de la cité ainsi que la statuaire grecque, assyrienne, sumérienne et chrétienne. Il étudie également la peinture et la sculpture espagnoles et italiennes ainsi que les primitifs flamands.
De 1947 à 1955, la période espagnole voit les thèmes des taureaux, corridas et figures féminines traitées dans des tons très vifs. En 1949, Salkin dessine la fresque les Taureaux pour la régie des téléphones et télégraphes de Liège.

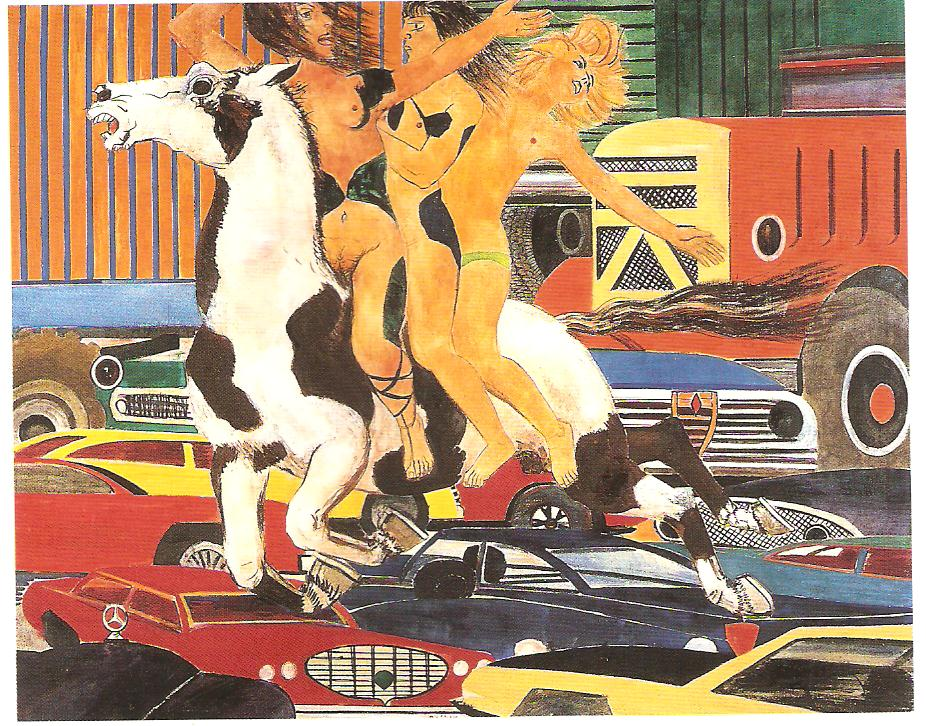
Les cochons d'Inde
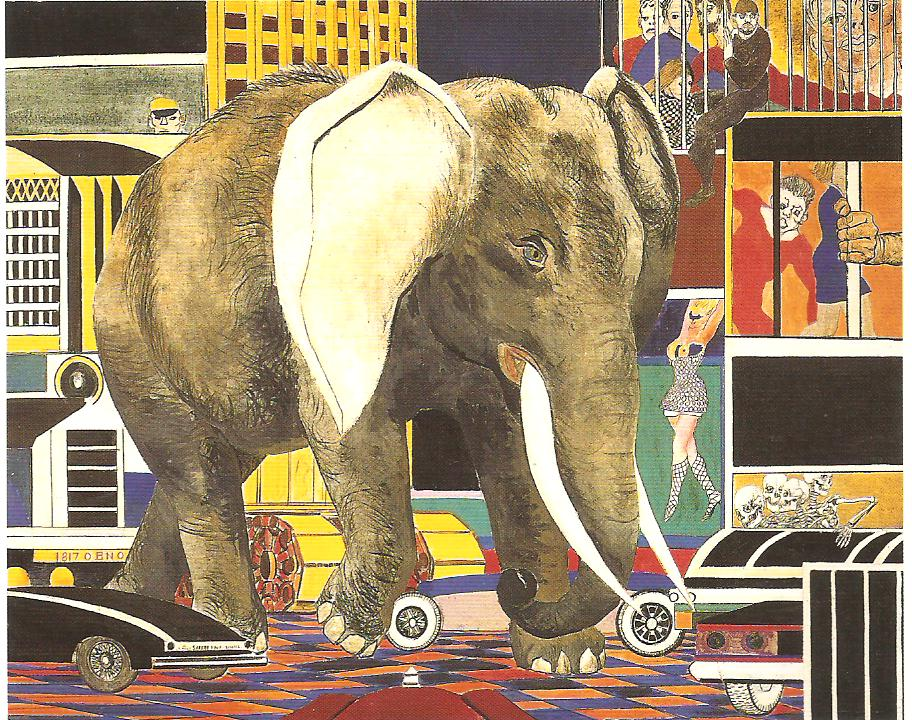
Éléphant dans la circulation
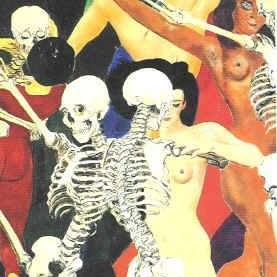
Le tango de l'antigenèse (détail)
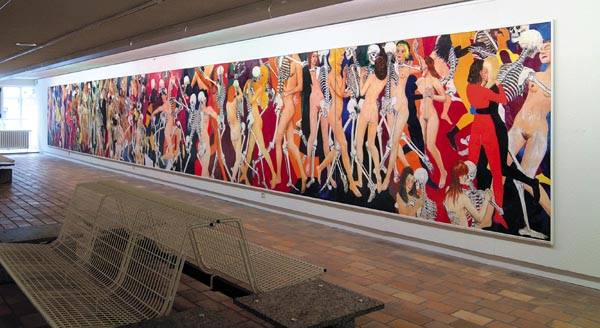
Le tango de l'antigenèse
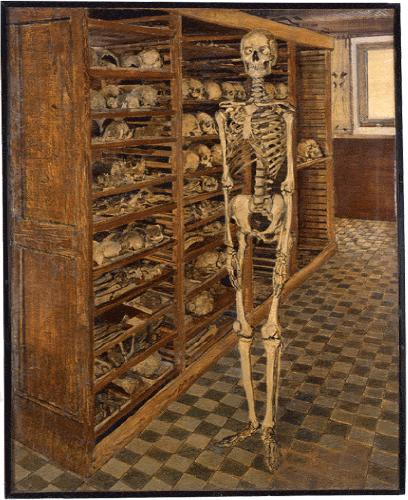
Au musée d'histoires naturelles

En 1952, Salkin prend part à la création d'une fresque par son ami Paul Delvaux au casino d'Ostende. En 1953, Lucien Christophe achète à Salkin une peinture pour le Musée d'art wallon de Liège. En 1956, Salkin participe de nouveau à la création d'une fresque commandée à Paul Delvaux par Gilbert Périer, directeur de la Sabena et grand collectionneur d'art bruxellois. En 1965, Salkin exécute une grande peinture murale, fresque de 42 mètres carrés, pour la poste en son bureau d'Ixelles représentant l'Histoire de la poste.
Vient alors la première période des circulations, de 1956 à 1960, autour du thème du trafic automobile. En 1957, Salkin expose pour la première fois au Palais des Beaux-Arts de Bruxelles. C'est la première fois qu'il montre et expose des œuvres représentant des voitures et axées sur le thème de la circulation automobile. L'artiste exposera par la suite de très nombreuses fois au Palais des Beaux-Arts de Bruxelles.
Après avoir quitté Suzanne Angelroth, infirme, en 1962, il se marie avec une des ses modèles, Francine Verhuyck, avec laquelle il aura un fils : Stéphane Salkin. La période de 1961 à 1965 est une période dite « non objective », période abstraite donc, tendant à l'expressionnisme.
En 1965, lors de sa pension en tant que professeur, il quitte Bruxelles pour partir s'installer, avec sa femme et son fils, dans le sud de la France, dans le Var, à Cotignac, où la famille Salkin fait construire une villa avec un vaste atelier dans lequel il continuera son œuvre jusqu'à sa mort en 1977.
Le retour au figuratif aura lieu en 1966 : son ami Marcel Broodthaers, qui avait fort apprécié ses Circulations délaissées pour l'abstraction, lui conseille d'y revenir, et il axera alors de nouveau ses réalisations autour du trafic automobile et plus précisément autour des camions ; « période des camions ».
Il introduit des humains ainsi que divers animaux dans ses Circulations : « engins locomoteurs entre lesquels passent des animaux et personnages symbolisant l'extravagance, la dérision et la folie de ce temps », selon le texte biographique écrit par Hubert Nyssen en 2004 pour la Nouvelle Biographie Nationale.
Il dépeint aussi, surtout dans ses dessins, la jeunesse de la fin des années 1960 : mai 68, les hippies sur les plages de Saint-Tropez. En 1968, les Musées Royaux des Beaux-Arts de Belgique lui achètent une peinture dénommée : Circulation. Le Cabinet des estampes de la Bibliothèque Royale de Belgique lui achète en 1969 deux œuvres intitulées : Automobiles de course et Rencontres - groupement d'hommes et de femmes debout. 
Dans les dernières années de sa vie, entre 1970 et 1972, il réalise une grande œuvre de 14 mètres de long constituée de l'assemblage de 12 toiles : Le tango de l'antigenèse, ainsi nommé par référence aux Antimémoires de Malraux, folle farandole de femmes nues dansant avec des squelettes, son « chef-d'œuvre » absolu.
Après sa mort survenue le 27 août 1977, sa veuve, Francine Salkin, commence à promouvoir son œuvre. 
Au printemps 1981, Émile Salkin est l'invité d'honneur de la Société des artistes français lors de leur salon de printemps au Grand Palais à Paris.
Plusieurs grandes expositions lui ont été récemment consacrées :
- Une rétrospective Émile Salkin a eu lieu, à l'initiative et avec la collaboration du Ministère de la Communauté française de Belgique à la Maison de la culture de Tournai du 5 octobre au 16 novembre 1997.

- Une deuxième grande exposition rétrospective a eu lieu également au centre international d'art contemporain de Carros (château de Carros) durant le printemps et l'été 1998.

- Une troisième grande exposition rétrospective a eu lieu aussi au PMMK, musée d'art moderne de la ville d'Ostende du 23 février 2002 au 16 juin 2002.

Il est considéré comme un grand précurseur (sinon « le » précurseur) du pop art, dixit Pierre Restany, expert et critique d'art international contacté par Willy Van Den Bussche, Conservateur du PMMK, ayant réalisé des œuvres à tendance pop art avec ses Circulations dès 1956[réf. nécessaire].
Durant les dernières décennies, on a pu voir son influence certaine dans les publicités présentant des personnages et animaux au milieu de la circulation.
Il a réalisé plusieurs fresques, dont une pour la chapelle d'Estaimbourg en 1954.
Une salle Émile Salkin, consacrée entièrement et exclusivement à l'artiste, a été créée à l'initiative du conservateur du musée d'art moderne d'Ostende (PMMK), Willy Van Den Bussche, montrant plusieurs grands chefs-d’œuvre de l'artiste dont sa grande « œuvre de vie », le Tango de l'antigenèse. Cette salle a été ouverte au public durant six années, de 1997 à 2003.
Ses œuvres figurent dans les collections de l'État belge et de la Communauté française de Belgique, dans plusieurs grandes collections tant en Belgique qu'à l'étranger, ainsi que dans plusieurs musées : Musées royaux des beaux-arts de Bruxelles, musée PMMK d'Ostende (devenu Mu.ZEE), musée d'art wallon à Liège, musée de Tournai, Cabinet des Estampes de Bruxelles, prestigieuses collections privées en Belgique, en France, au Luxembourg (collection de la famille grand-ducale notamment).
En 2020, La Fondation Paul Delvaux crée une exposition à propos des fresques réalisées dans l'hôtel particulier de Gilbert Périer, ancien patron de la Sabena, fresques réalisées entre 1954 et 1956, dont la réalisation fut confiée à Paul Delvaux, et auquel Emile Salkin participa activement, et un bel hommage lui est rendu dans cette exposition...
En 2021, certaines de ses oeuvres faisant partie de collections privées, sont utilisées sous forme de reproductions pour le décor du film "Juliette dans son bain" avec André Dussolier, film Arte sorti en mai 2022.